# David Madí i Cendrós
David Madí i Cendrós (Barcelona, 19 de febrer de 1971) és un polític català, d'ideologia nacionalista i liberal, que ha estat portaveu i secretari executiu de comunicació i estratègia de Convergència Democràtica de Catalunya (CDC).

## Biografia
David Madí és net de l'empresari Joan Baptista Cendrós. Membre d'aquesta emblemàtica família de la burgesia catalana, va estudiar al Liceu Francès. Va estudiar Administració i Direcció d'Empreses a la Universitat Autònoma de Barcelona, on formaria part de la Federació Nacional d'Estudiants de Catalunya (FNEC) i on coneixeria Francesc Homs i Jaume Collboni. No va arribar a llicenciar-se.
Es va començar a vincular amb l'activisme i la política amb la Crida a la Solidaritat, l'intent de defensar el fet català durant els Jocs Olímpics d'Estiu de Barcelona 1992. Allà coincidiria —entre d'altres— amb el president de l'ANC, Jordi Sànchez. També va entrar en contacte amb el projecte d'Acció Olímpica, vinculat a Òmnium Cultural i a Convergència, on va entrar en contacte amb Joaquim Forn i amb Marc Puig.

### Trajectòria política
El 1993 va començar a militar a CDC i va entrar en contacte amb Ramon Juncosa, que faria de baula entre dues generacions de convergents. El 1994 va incorporar-se al Govern de la Generalitat fent tasques a la Conselleria de Governació dirigida per Xavier Pomés. Fou Cap del Gabinet d'Estudis del Departament d'Interior, relacionat amb el desplegament dels Mossos pel territori català. Va començar a col·laborar amb Artur Mas el 1996, quan amb només 25 anys fou nomenat el seu cap de gabinet a la Conselleria d'Economia. Posteriorment, entre 1999 i 2001 seria el director de l'Oficina del Portaveu i entre 2001 i 2003, quan Mas fou nomenat conseller en cap del darrer Govern de Jordi Pujol, Madí va ser el Secretari de Comunicació i Estratègia del Govern de la Generalitat.
El 2003 va sorgir una polèmica que acusava Madí d'haver manipulat unes enquestes, fet que sempre va negar, però que el va obligar a dimitir el 15 d'abril del mateix any. Fou rellevat per Marc Puig.
Pel que fa a la política, el 2004 Mas va incorporar Madí al front de la secretaria de comunicació i estratègia del partit, i el novembre del mateix any va passar a formar part de l'executiva nacional de la coalició Convergència i Unió (CiU). El març del 2005 fou nomenat portaveu de Convergència. Progressivament, Madí es convertiria en un dels membres del nucli de confiança de Mas, juntament amb Oriol Pujol, Francesc Homs o Germà Gordó. Sovint ha sigut descrit com la mà dreta d'Artur Mas. Francesc-Marc Álvaro va definir aquest grup com els neopujolistes al seu llibre Ara sí que toca.
De perfil estrateg, fou el director de tres campanyes electorals del líder convergent. Ideà el documental ConfidencialCAT, publicat durant la campanya de les eleccions al Parlament de Catalunya de 2006 i que generà una forta polèmica entre els seus oponents polítics. El 2007 va publicar el llibre Democràcia a sang freda. Les interioritats de la política catalana (Mina, 2007) on critica els seus rivals polítics, especialment al PSC i a Josep-Lluís Carod-Rovira. En aquesta obra Madí es declarava obertament antifeixista i anticomunista; defensava que Catalunya necessitava un govern nacional, una coalició formada per CiU i ERC, i no perdonava al partit de Carod-Rovira haver format un tripartit de govern amb José Montilla.
En el congrés de Convergència de 2008 va rebre un 60% de suports dels militants, xifra que es va considerar com una crítica o càstig al seu estil. A Madí també se li atribueix la creació de conceptes com la casa gran del catalanisme, on volia unir el centredreta i el centreesquerra català en un mateix projecte nacional, o el dret a decidir, per defensar les aspiracions sobiranistes d'alguns partits polítics catalans.
La campanya electoral de 2010 fou enregistrada en el documental Crònica d'una campanya, dirigit per Ibon Olaskoaga i estrenat el 2012, on Madí tingué un paper destacat. El 13 de desembre del mateix any va anunciar que abandonava la vida política per retornar al sector privat, un cop assolit l'objectiu de guanyar les eleccions i formar un nou govern encapçalat per Artur Mas. El mateix dia va abandonar el seu càrrec Daniel Osàcar, històric tresorer de CDC.
Algunes veus apunten que mai ha acabat de deixar del tot la política, que fou un dels ideòlegs de la coalició Junts pel Sí i que podria estar preparant un think tank enfocat a una Catalunya postprocés.

### Trajectòria professional
Una setmana després d'abandonar la primera línia política va fundar la seva pròpia empresa, Nubul Consulting, que ofereix serveis d'estratègia i organització empresarial. Més endavant registraria d'altres empreses pròpies com a administrador únic, entre les quals es troben Sloop Inversions, Batten Inversions, Comtria Inversions o Iki CAT XXI, la majoria dedicades al sector de les inversions. També va fundar Icat Desenvolupament, amb Joan Albert Arqués de soci, però posteriorment adquiria tota les seves accions i n'esdevindria administrador únic. La majoria d'aquestes empreses tenen la seu en un mateix edifici del barceloní Passeig de Gràcia.
També ha treballat com a assessor o membre del consell de grans empreses. El juliol de 2011 va incorporar-se com a assessor a Deloitte. El mateix any seria nomenat President del Consell assessor d'Endesa a Catalunya, prenent el relleu d'Antón Costas. El juny de 2012 va ser nomenat vicepresident sènior del grup Applus+, tot mantenint el càrrec a Endesa.
El desembre del 2013 va ser contractat com a assessor per Telefónica. En l'operació va intervenir-hi Carles Colomer, aleshores conseller de l'empresa i oncle de Madí. Hi treballà fins al 2016, quan el nou president de Telefónica José María Álvarez-Pallete va renovar l'equip d'assessors. L'estiu de 2017 Endesa va prescindir dels seus serveis.

### Detenció
El 28 d'octubre de 2020 fou detingut en el marc de l'Operació Vólkhov, una actuació policial de la Guàrdia Civil d'investigació d'un presumpte malbaratament de cabals públics. L'octubre de 2022 fou condemnat a 14 mesos de presó en relació amb el Cas Triacom, un entramat de factures falses per defraudar hisenda simulant encàrrecs per a TV3 i altres empreses.

### Trajectòria civil
David Madí forma o ha format part dels ens de representació de diverses institucions culturals i socials, entre les quals destaquen el Teatre Nacional de Catalunya, el Gran Teatre del Liceu, el Palau de la Música Catalana, la Fundació Orfeó Català o el Museu Picasso, així com del consell assessor de Foment del Treball. És president la Fundació Casa Cresques de Barcelona, dedicada al "foment de l'entesa i de la cooperació entre Catalunya i Israel".
Està casat amb Sandra Buenvarón i té tres fills. Té la malaltia de Crohn.